# Кадище (Минская область)
Кадище (бел. Кадзішча) — нежилая деревня в Червенском районе Минской области. Входит в состав Рованичского сельсовета.

## Географическое положение
Находится примерно в 17 километрах к северо-востоку от райцентра, в 81 км от Минска. В 2,5 км к северо-востоку от бывшей деревни расположен исток реки Лещинка.

## История
Согласно переписи населения Российской империи 1897 года, усадьба, насчитывавшая 3 двора и 24 жителя, входившая в состав Беличанской волости Игуменского уезда Минской губернии. На 1908 год урочище, где был 1 двор, проживали 4 человека. На 1924 год посёлок, входивший в состав Рованичского сельсовета Червенского района Минского округа (с 20 февраля 1938 — Минской области). Согласно переписи населения СССР 1926 года деревня, где насчитывалось 12 домов, проживали 60 человек. В 1930 году здесь провели коллективизацию. В период Великой Отечественной войны деревня была оккупирована немецко-фашистскими захватчиками в начале июля 1941 года, освобождена в начале июля 1944 года, один житель деревни погиб на фронте. На 1960 год упоминается под названием Кадрица, тогда здесь было 64 жителя. В 1980-е годы деревня относилась к совхозу «Краснодарский». На 1997 год в деревне осталось 2 дома и 2 жителя. На 2013 постоянное население деревни отсутствует, на её территории имеется два пустых дома.

## Население
- 1897 — 3 двора, 24 жителя
- 1908 — 1 двор, 4 жителя
- 1926 — 12 дворов, 60 жителей
- 1960 — 64 жителя
- 1997 — 2 двора, 2 жителя
- 2013 — постоянное население отсутствует